# エアーマネジメントII 航空王をめざせ
『エアーマネジメントII 航空王をめざせ』（エアーマネジメントツー こうくうおうをめざせ）は、1993年4月2日に日本の光栄から発売されたスーパーファミコン用経営シミュレーションゲーム。北米では『Aerobiz Supersonic』のタイトルで発売された。
同社の『エアーマネジメント 大空に賭ける』（1992年）の続編。前作との最大の相違点として、後の航空ビジネスで主流となった「ハブ&スポーク」の概念をゲームに導入。東南アジア・中東・ヨーロッパ・アフリカ・北アメリカ・南アメリカ・オセアニアの7エリア中、本社を置くエリアを含む6エリアでトップシェアを獲得するのが目的。
開発は光栄が行い、プロデューサーはシブサワ・コウ、音楽は前作に引き続き岩崎琢が担当している。
同年にPC-9801に移植されたが、若干の改良が加えられた。1994年にはメガドライブに移植された。なお、2004年2月20日にはPC-98版を復刻収録したWindows XP用『コーエー25周年パック Vol.7』が発売され、その後、『コーエー定番シリーズ』として単品販売もされている。

## ゲーム内容
- 国との友好度（4段階）がパラメータで設定されており、シナリオ1開始時には西側陣営（アメリカ・イギリス・日本など）と東側陣営（ソビエト連邦・東ドイツなど）は敵対関係にあるためスロットの交渉すらままならない。
- ゲーム中、各国の政府が援助を求めて来ることがあり、これに応じると友好度がアップする。援助した国によってはペレストロイカを待たなくても、東側または西側の機体が買えるようになる場合がある。
- 特定の都市では、火山の噴火や戦争などの突発的なイベントが発生することがある。これらが起きてしまうと、搭乗率が急減するほか、交渉員を派遣できなくなってしまう。
- 特定の都市またはエリアに観光ブームが発生し、その都市に乗り入れる路線の需要が激増することがある。これ以外にオリンピックや博覧会などの固定イベントでも路線の需要が増加する。
- 前作同様、難易度は本社を置く都市によって決まる。大都市ほど初期資金が多く、初期所有航空機の性能や所有数において有利となる。

PC-98版のみの追加要素
- 1955年から2020年までを連続させたシナリオ5「過去から未来へ」がある。
- 決められた拠点都市だけでなく、全ての都市に本社・支社を置くことが可能。
- 路線ごとにエコノミー・ビジネス・ファーストの3段階で座席を配分したり、サービスの質を変化させたりする細かい設定が求められる。逆に、採算を度外視して全席ファーストの豪華リゾート線を作ると言ったことも可能。

## 設定

### ストーリー
シナリオ1「ジェット時代の幕開け」
- 1955年4月～1975年1月
- 東南アジア・アフリカのイギリス・フランス植民地が次々に独立。
- 第2次～第4次中東戦争によりカイロの空港がたびたび閉鎖する。

シナリオ2「大量輸送時代」
- 1970年4月～1990年1月
- アエロスパシアル社のコンコルドが登場するのはこのシナリオのみ。
- 1970年7月に大阪で万国博覧会が開催される。

シナリオ3「世界を覆う航路網」
- 1985年4月～2005年1月
- 1985年7月にソビエト連邦がペレストロイカを実施、東西陣営間の航空機発注が自由化される。
- オリンピック開催地は1996年のアトランタまではほぼ史実通りだが、2000年以降は主要都市の中からランダムで決定される。

シナリオ4「新世代のネットワーク」
- 2000年4月～2020年1月
- ボーイングの1000人乗りジャンボ「B2000HC」や新型超音速旅客機など架空の機体が登場。
- ノルウェー・スイス・ロシア・ウクライナ・ベラルーシがECに加盟する（架空のイベント）。

シナリオ5「過去から未来へ」（PC-9801・Windows版のみ）
- 1955年4月～2020年1月
- シナリオ1～4の65年間を連続でプレイ出来る上級者向けシナリオ。

### エリア・都市一覧
- 都市名・エリアの表記、国の変遷はゲーム中で使用されているものに従っている（史実と異なる場合がある）。
- ★は本社・支社の建設が可能な拠点都市。PC-98版では、拠点都市とそれ以外の都市の区別は無い。

#### アジアエリア
日本
- 東京★、大阪、札幌、福岡

 韓国
- ソウル★

 台湾
- 台北

 中国
- 北京★、上海

 イギリス →  中国
- 香港★

 イギリス →  マレーシア
- クアラルンプール

 イギリス →  マレーシア →  シンガポール
- シンガポール★

 フィリピン
- マニラ★、セブ

 タイ
- バンコク★

 アメリカ合衆国
- グアム、サイパン

 ソビエト →  ロシア →  EC
- ハバロフスク★

#### 中東エリア
インド
- ニューデリー★、カルカッタ、ボンベイ

 パキスタン
- カラチ、イスラマバード

 ソビエト →  ウズベキスタン
- タシケント

 イラン
- テヘラン★

 イラク
- バグダッド★

#### ヨーロッパエリア
ソビエト →  ロシア →  EC
- モスクワ★、ロストフ

 ソビエト →  ベラルーシ →  EC
- ミンスク

 ソビエト →  ウクライナ →  EC
- キエフ

 ノルウェー →  EC
- オスロ

 スウェーデン →  EC
- ストックホルム

 デンマーク →  EC
- コペンハーゲン

 フィンランド →  EC
- ヘルシンキ

 東ドイツ →  ドイツ →  EC
- ベルリン★

 西ドイツ →  ドイツ →  EC
- フランクフルト★、ミュンヘン

 オランダ →  EC
- アムステルダム★

 ベルギー →  EC
- ブリュッセル

 スイス →  EC
- チューリヒ

 オーストリア →  EC
- ウィーン

 イタリア →  EC
- ローマ★、ミラノ

 ギリシャ →  EC
- アテネ

 イギリス →  EC
- ロンドン★、マンチェスター

 フランス →  EC
- パリ★、ニース

 スペイン →  EC
- バルセロナ、マドリード

#### アフリカエリア
エジプト
- カイロ★

 リビア
- トリポリ

 社会主義エチオピア
- アジスアベバ

 フランス →  チュニジア
- チュニス★

 フランス →  アルジェリア
- アルジェ

 イギリス →  ナイジェリア
- ラゴス

 イギリス →  ケニア
- ナイロビ

#### 北アメリカエリア
カナダ
- バンクーバー★、トロント

 アメリカ合衆国
- ニューヨーク★、ワシントン★、アトランタ★、シカゴ★、ダラス★、ロサンゼルス★、フィラデルフィア、マイアミ、ヒューストン、デンバー、フェニックス、シアトル、サンフランシスコ、ホノルル

#### 南アメリカエリア
メキシコ
- メキシコシティ★

 キューバ
- ハバナ★

 イギリス →  ジャマイカ
- キングストン

 ペルー
- リマ

 ブラジル
- サンパウロ★、リオデジャネイロ

 アルゼンチン
- ブエノスアイレス

 チリ
- サンティアゴ

#### 南太平洋エリア
オーストラリア
- シドニー★、パース★、ブリスベン、メルボルン、アデレード

 ニュージーランド
- オークランド★

 イギリス →  フィジー
- ナンディ

 ニューカレドニア
- ヌーメア

 タヒチ
- パペーテ

## 登場航空機一覧
データはPC-98版を掲載。

### アメリカ製
ボーイング社製
| シリーズ | 機種名   | 座席数 | 航続距離 | 価格     | 発売年 |
| -------- | -------- | ------ | -------- | -------- | ------ |
| B707系   | B707-120 | 140席  | 6700km   | $4230万  | 1958年 |
| B707系   | B707-320 | 160席  | 8900km   | $5500万  | 1960年 |
| B727系   | B727-100 | 110席  | 3700km   | $2640万  | 1964年 |
| B727系   | B727-200 | 150席  | 4200km   | $3300万  | 1967年 |
| B737系   | B737-200 | 110席  | 2400km   | $2400万  | 1968年 |
| B737系   | B737-300 | 120席  | 2600km   | $3100万  | 1985年 |
| B747系   | B747-200 | 450席  | 10800km  | $11550万 | 1970年 |
| B747系   | B747-300 | 500席  | 10800km  | $12500万 | 1983年 |
| B747系   | B747-400 | 550席  | 11500km  | $15000万 | 1989年 |
| B757系   | B757     | 200席  | 4700km   | $3250万  | 1985年 |
| B767系   | B767     | 230席  | 6500km   | $3500万  | 1985年 |
| B777系   | B777     | 360席  | 8800km   | $6000万  | 1996年 |

 ダグラス社製　（マクドネル・ダグラス）
| シリーズ | 機種名 | 座席数 | 航続距離 | 価格     | 発売年 |
| -------- | ------ | ------ | -------- | -------- | ------ |
| DC-6系   | DC6    | 80席   | 6400km   | $1120万  | 1947年 |
| DC-8系   | DC8-30 | 140席  | 8200km   | $4800万  | 1959年 |
| DC-8系   | DC8-50 | 150席  | 9700km   | $4950万  | 1961年 |
| DC-8系   | DC8-60 | 240席  | 9500km   | $5100万  | 1967年 |
| DC-9系   | DC9-30 | 120席  | 2400km   | $2080万  | 1966年 |
| DC-10系  | DC10   | 350席  | 8900km   | $7500万  | 1971年 |
| MD-80系  | MD80   | 150席  | 5700km   | $3000万  | 1981年 |
| MD-11系  | MD-11  | 360席  | 12400km  | $10200万 | 1991年 |

　ロッキード社製
| シリーズ | 機種名 | 座席数 | 航続距離 | 価格    | 発売年 |
| -------- | ------ | ------ | -------- | ------- | ------ |
| L-1049系 | L1049  | 90席   | 7600km   | $2420万 | 1951年 |
| L-1011系 | L1011  | 350席  | 7200km   | $8800万 | 1972年 |

### ヨーロッパ製
エアバス社製
| シリーズ | 機種名   | 座席数 | 航続距離 | 価格     | 発売年 |
| -------- | -------- | ------ | -------- | -------- | ------ |
| A300系   | A300     | 350席  | 5800km   | $6000万  | 1975年 |
| A300系   | A300-600 | 370席  | 8800km   | $6200万  | 1985年 |
| A310系   | A310     | 280席  | 9600km   | $4750万  | 1985年 |
| A320系   | A320     | 180席  | 6700km   | $2800万  | 1982年 |
| A340系   | A340     | 330席  | 14200km  | $11000万 | 1993年 |

その他
| メーカー             | シリーズ       | 機種名       | 座席数 | 航続距離 | 価格     | 発売年 |
| -------------------- | -------------- | ------------ | ------ | -------- | -------- | ------ |
| シュド社製           | カラベル系     | カラベル     | 80席   | 2400km   | $3000万  | 1959年 |
| アエロスパシアル社製 | コンコルド系   | コンコルド   | 120席  | 6400km   | $11000万 | 1976年 |
| ビッカース社製       | バイカウント系 | バイカウント | 70席   | 2700km   | $2000万  | 1953年 |

### ソビエト/ロシア製
イリユーシン社製
| シリーズ | 機種名   | 座席数 | 航続距離 | 価格    | 発売年 |
| -------- | -------- | ------ | -------- | ------- | ------ |
| Il-62系  | IL62     | 150席  | 7900km   | $3000万 | 1965年 |
| Il-62系  | IL62MK   | 170席  | 8800km   | $3400万 | 1978年 |
| Il-62系  | IL62M    | 160席  | 9000km   | $3200万 | 1970年 |
| Il-86系  | IL86     | 360席  | 4100km   | $4620万 | 1981年 |
| Il-96系  | IL96-300 | 300席  | 11000km  | $4500万 | 1988年 |

　ツポレフ社製
| シリーズ | 機種名 | 座席数 | 航続距離 | 価格    | 発売年 |
| -------- | ------ | ------ | -------- | ------- | ------ |
| Tu-104系 | TU104  | 50席   | 4000km   | $1500万 | 1955年 |
| Tu-124系 | TU124  | 40席   | 5600km   | $2000万 | 1962年 |
| Tu-134系 | TU134  | 70席   | 3700km   | $2200万 | 1967年 |
| Tu-144系 | TU144  | 140席  | 4200km   | $9000万 | 1977年 |
| Tu-154系 | TU154  | 150席  | 3900km   | $2400万 | 1972年 |
| Tu-154系 | TU154B | 160席  | 4000km   | $2800万 | 1977年 |
| Tu-204系 | TU204  | 210席  | 4600km   | $2600万 | 1989年 |

### 架空の機材
| メーカー       | 機体サイズ     | 機種名   | 座席数 | 航続距離 | 価格     | 発売年 |
| -------------- | -------------- | -------- | ------ | -------- | -------- | ------ |
| ボーイング社製 | 大型旅客機系   | B747-500 | 600席  | 11200km  | $19500万 | 2004年 |
| ボーイング社製 | 大型旅客機系   | B2000HC  | 1000席 | 12000km  | $40000万 | 2007年 |
| ボーイング社製 | 超音速旅客機系 | B2001SST | 300席  | 6500km   | $20250万 | 2008年 |
| ダグラス社製   | 大型旅客機系   | MD12     | 400席  | 12800km  | $12000万 | 1995年 |
| ダグラス社製   | 中型旅客機系   | MD100    | 200席  | 7500km   | $3600万  | 1998年 |
| ダグラス社製   | 超音速旅客機系 | MD1      | 300席  | 8000km   | $15680万 | 2009年 |
| エアバス社製   | 大型旅客機系   | A360     | 500席  | 6000km   | $15750万 | 2005年 |
| エアバス社製   | 中型旅客機系   | A370     | 200席  | 7200km   | $3400万  | 2008年 |
| エアバス社製   | 超音速旅客機系 | A700     | 350席  | 6000km   | $15500万 | 2010年 |
| エアバス社製   | 超音速旅客機系 | A720     | 200席  | 4500km   | $12500万 | 2010年 |

## 移植版
| No. | タイトル                                                 | 発売日                  | 対応機種        | 開発元   | 発売元   | メディア                                              | 型式                                      | 備考            | Ref.                    |
| --- | -------------------------------------------------------- | ----------------------- | --------------- | -------- | -------- | ----------------------------------------------------- | ----------------------------------------- | --------------- | ----------------------- |
| 1   | エアーマネジメントII 航空王をめざせ                      | 1993年10月1日           | PC-9801         | 光栄     | 光栄     | 5インチフロッピーディスク 3.5インチフロッピーディスク | 5インチ：KN10511010 3.5インチ：KN10511020 |                 |                         |
| 2   | エアーマネジメントII 航空王をめざせ Aerobiz Supersonic   | 1994年2月18日 1995年1月 | メガドライブ    | 光栄     | 光栄     | 8メガビットロムカセット                               | T-76143 T-76136                           |                 |                         |
| 15  | コーエー25周年パックVol.7                                | 2004年2月20日           | Windows 98 - XP | コーエー | コーエー | CD-ROM                                                | KOEI-19500                                | PC-9801版の移植 | [ 3 ] [ 4 ] [ 5 ] [ 6 ] |
| 4   | コーエー定番シリーズ エアーマネジメントII 航空王をめざせ | 2005年7月29日           | Windows 98 - XP | コーエー | コーエー | CD-ROM                                                | KOEI-21787                                | PC-9801版の移植 | [ 7 ] [ 8 ]             |

## 評価
スーパーファミコン版
ゲーム誌『ファミコン通信』の「クロスレビュー」では8・5・7・7の合計27点（満40点）、『ファミリーコンピュータMagazine』の読者投票による「ゲーム通信簿」での評価は以下の通りとなっており、19.45点（満30点）となっている。この得点はスーパーファミコン全ソフトの中で228位（323本中、1993年時点）となっている。また、『SUPER FAMICOM Magazine』1993年8月情報号特別付録の「スーパーファミコンオールカタログ'93」では、前作と比較して都市数が約4倍になった事によりさらに高度な企業戦略が必要となった事を指摘、またシナリオ数が4つになっている事で「長くゲームを楽しめるようになっている」と肯定的に評価した。
| 項目 | キャラクタ | 音楽 | 操作性 | 熱中度 | お買得度 | オリジナリティ | 総合  |
| 得点 | 3.17       | 3.25 | 3.34   | 3.37   | 2.85     | 3.48           | 19.45 |
メガドライブ版
- ゲーム誌『ファミコン通信』の「クロスレビュー」では、7・6・6・5の合計24点（満40点）となっている。

- ゲーム誌『メガドライブFAN』の読者投票による「ゲーム通信簿」での評価は以下の通りとなっており、18.8点（満30点）となっている。

| 項目 | キャラクタ | 音楽 | お買得度 | 操作性 | 熱中度 | オリジナリティ | 総合 |
| 得点 | 3.4        | 3.0  | 2.9      | 3.4    | 2.9    | 3.2            | 18.8 |
- ゲーム本『メガドライブ大全』（2004年、太田出版）では、本作よりハブ拠点都市が設定された事により、ハブに乗り入れないと地方都市への航路が開けなくなった事に関して「よりリアルになっている」と評価、さらに操作性の向上やボリュームアップした事で「正当進化版と言える」と肯定的に評価した。